# Chifteluțe marinate
Les chifteluțe marinate (en català mandonguilles marinades) són una especialitat tradicional romanesa, una mena de mandonguilles fregides marinades en aquesta salsa especial de tomàquets. Es poden menjar fredes o calentes.

## Ingredients
- Carn:

Els ingredients per a 500 g de carn són els mateixos que per als rostits de Moldàvia, però sense patates i pastanagues, les mandonguilles s'enrotllen en farina i no en pa ratllat. Es pot afegir farigola en lloc d'anet.
- Salsa de tomàquet:

Calen: 500 g de tomàquets, una culleradeta de concentrat de pasta de tomàquet, una cullerada de vinagre, una mica de sucre, 2-3 fulles de llorer, sal i almenys 10 grans de pebre negre.

## Preparació
Feu petites boles que s'enrotllin amb farina i s'aplanin lleugerament. A continuació, poseu oli en una paella al foc i quan estigui ben escalfat fregiu les mandonguilles pels dos costats. Si estan a punt, poseu-los en un cassó. Daureu el concentrat de tomàquet a foc lent, i afegiu-hi els tomàquets pelats i tallats finament juntament amb les fulles de llorer i els grans de pebre. La salsa combina el gust amb sal, una mica de vinagre i sucre i es deixa coure a foc lent durant un quart d'hora. Si la salsa queda massa espessa, afegiu-hi unes cullerades d'aigua o brou de carn. Afegir cebes a aquesta salsa no s'ajusta a la recepta original. Finalment, aboqueu la salsa sobre les mandonguilles i deixeu-la al forn durant tres quarts d'hora per formar la salsa i aixecar l'oli.
Les mandonguilles marinades es poden menjar calentes amb mamaliga, puré de patates o arròs o fredes amb pa blanc.

## Variacions
- El vinagre se substitueix per la llimona i una mica de pell de llimona ratllada.[1]
- Les fulles de llorer es substitueixen per l'estragó.[3]
- Les mandonguilles es preparen sense alls.